# Swertia tetraptera
Swertia tetraptera är en gentianaväxtart som beskrevs av Carl Maximowicz. Swertia tetraptera ingår i släktet Swertia och familjen gentianaväxter. Inga underarter finns listade i Catalogue of Life.